# Rena Sakellaridou

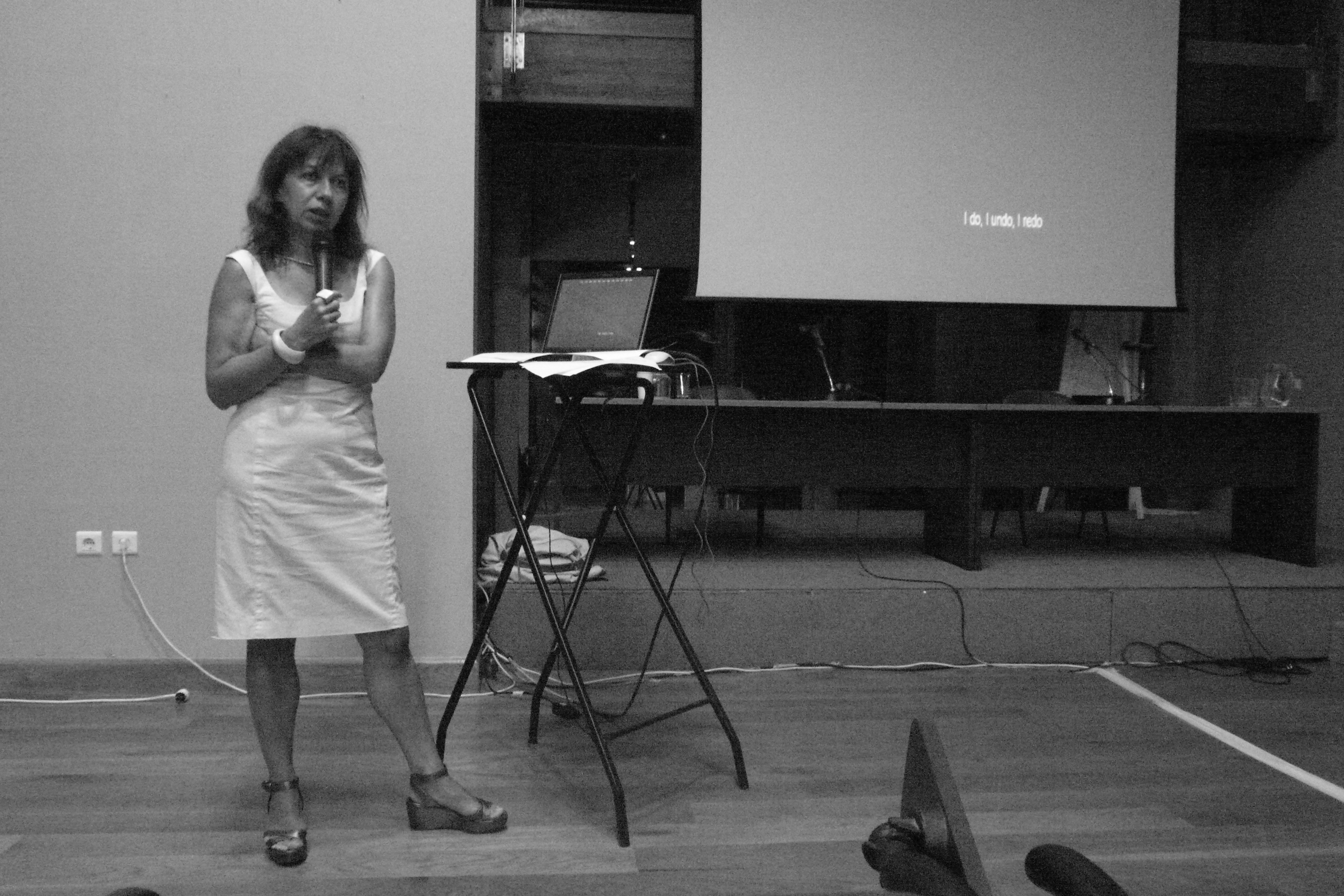
Rena Sakellaridou bei einem Workshop 2009

Irena „Rena“ Sakellaridou (griechisch Ιρένα «Ρένα» Σακελλαρίδου, * 16. Oktober 1955 auf Samos) ist eine griechische Architektin und Professorin für Architektur an der Aristoteles-Universität Thessaloniki. Ihr Architekturbüro RS SPARCH befindet sich in Athen.

## Biografie
Rena Sakellaridou studierte Architektur an der Aristoteles-Universität in Thessaloniki (Dipl. Arch.). Mit dem UBC Fellowship (Wolfgang Gerson Scholarship in Architecture) errang sie an der University of British Columbia in Vancouver den MArch. Gefördert durch ein griechisches Staatsstipendium (IKY-Stipendium) forschte sie an der Bartlett School, University College London und promovierte zum PhD. Rena Sakellaridou wurde zur Professorin für Architekturdesign an der Aristoteles-Universität Thessaloniki (AUTh) berufen. In der Forschung untersuchte sie die Logik der architektonischen Komposition und die architektonischen Ausdrucksweisen und Bedeutungen. In der Praxis liegt ihr Schaffensschwerpunkt auf großflächigen, komplexen Gebäuden.

Griechische Nationalbank

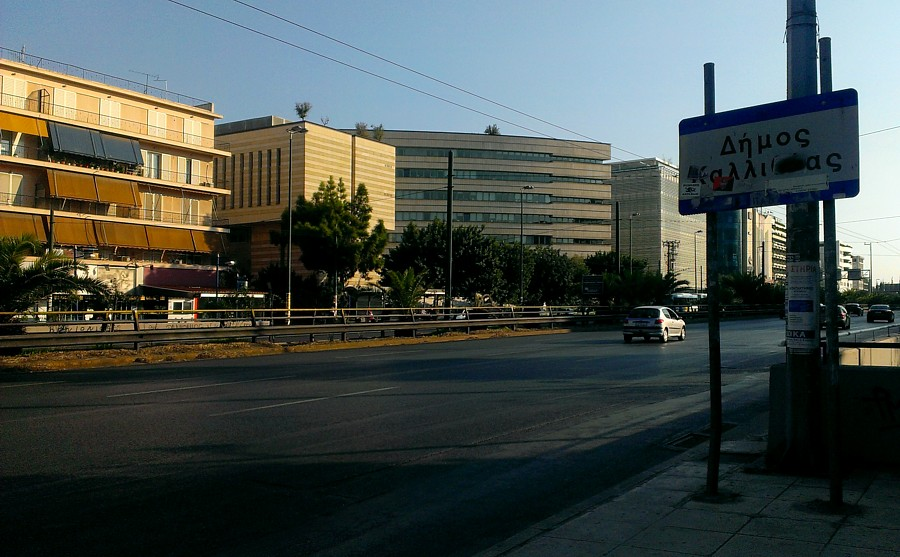
Bildmitte: Zwei Gebäude am Boulevard Andreas Syngrou – NBG Insurance Headquarters

Gemeinsam mit Morfo Papanikolaou gründete sie das Architekturbüro SPARCH mit Zweigbüros in Thessaloniki und Athen. Sie planten die Erweiterung der Bibliothek der Aristoteles-Universität Thessaloniki. Mit Mario Botta als Berater realisierten sie 2001 die Verwaltungszentrale der Griechischen Nationalbank Megaro Karatza. Das Gebäude wurde 2009 für den Mies van der Rohe Award for European Architecture nominiert. Im Jahr 2006 folgte der Bau des 60.000 qm großen Gebäudekomplexes an der Leoforos Andrea Syngrou (Λεωφόρος Ανδρέα Συγγρού ‚Boulevard Andreas Syngrou‘) für die Nationalversicherung mit zwei sich gegenüber liegenden Bürogebäuden. Für die 2008 fertiggestellte Pforte mit Vordach des Astir Palace wurden sie zum zweiten Mal für den Mies van der Rohe Award for European Architecture nominiert. Dieses Projekt erzielte 2008 eine Auszeichnung im World Architecture Festival sowie eine besondere Erwähnung des Hellenic Institute of Architecture. SPARCH kurierte den Zypern-Pavillon auf der Biennale von Venedig 2006. Das Büro erhielt mehr als zwanzig Preise bei Architekturwettbewerben, darunter zwölf erste Preise. Die Projekte wurden auf der Biennale di Venezia, der Triennale di Milano, im Deutschen Architekturmuseum Frankfurt, Nederlands Architectuurinstituut Rotterdam, beim Royal Institute of British Architects London, sowie in Paris, Montreal, Tokio und Barcelona gezeigt. SPARCH erhielt zwölf nationale und internationale Designpreise wie den Preis für das beste öffentliche Gebäude (2000) sowie zwei besondere Erwähnungen (2008, 2013) vom Hellenic Institute of Architecture, den Aris Konstantinidis Award (2005), zwei Iconic Buildings Awards vom Rat für Formgebung (2013).
In den letzten Jahren leitete Sakellaridou ihr unabhängiges Büro RS SPARCH (Rena Sakellaridou SPARCH pc) mit Sitz in Athen.
Ihr Leben und Werk wurde 2021 im griechischen Ableger der Ausstellung „Frau Architekt“ des Deutschen Architekturmuseums mit zwölf Architektinnen aus Deutschland und sechs Fachkolleginnen aus Griechenland gezeigt. Befragt zur Situation als Frau in der Architektur erläuterte sie, dass die Baustelle im Grunde ein männerdominierter Raum sei. Dies stelle eine Herausforderung dar. Sie habe ihren Berufsweg jedoch begonnen, ohne über diese Schwierigkeiten nachzudenken. Durch dieses Verschließen der Augen habe sie nie das Gefühl gehabt, dass ihr Geschlecht ein Hindernis in der Architektur darstelle. Stereotype Vorurteile über die Rolle der Frau im Beruf der Architektin waren ihr nicht bewusst. Sie entwickelte diesen „Abwehrmechanismus“ durch die Erziehung in einer Familie mit liberaler Mentalität, die sie lehrte, dass ein Mädchen nicht minderwertiger ist als ein Junge.

## Werk (Auswahl)

### House in a Garden
Der Entwurf schuf ein Haus in seiner eigenen Welt. Die Natur des Gartens dominiert, obwohl das Grundstück vom dichten städtischen Gefüge Athens umgeben ist. Das Haus besteht aus einem Betonsockel und einer vorspringenden „Brücke“ mit Metallstruktur, die auf dem Sockel „balanciert“. Ein linearer Pool betont die Geometrie. Der Garten wird durch die Fenster erlebbar und verbindet die Vorder- mit der Rückseite. Wohnzimmer und Küche liegen als öffentliche Nutzungen im Erdgeschoss, zwei Schlafzimmer befinden sich im Obergeschoss. Der Fitnessraum, Gästezimmer und Hauswirtschaftsräume wurden im Keller angeordnet. Eine schwarze Metalltreppe verbindet alle drei Ebenen als Skulptur. Die beiden Hauptetagen sind durch einen Glasboden verbunden, ein Oberlicht lässt natürliches Licht herein. Spiegelungen und unerwartete Ausblicke auf den Garten kennzeichnen die Architektur.

### Zentrum für Plasmaphysik und Laser CPPL, Rethymno
Das Entwurfskonzept vereinte die Anforderungen an die Vibrationsisolierung für die High-Tech-Laser und das steil geneigte Gelände des Baufeldes mit Blick auf das Ägäische Meer. Die Basis des Gebäudes wurde von allen anderen Bauteilen getrennt. Es beherbergt die Laserlabore und Nebenbereiche mit stabilen Temperatur- und Luftfeuchtigkeitsbedingungen sowie einem hohen Innendruck für eine staubfreie Umgebung. Der schwingungsgedämpfte Laborboden ist vollständig vom Rest des Gebäudes abgelöst. Über dem Sockel befindet sich die V-Geometrie der Stahlkonstruktionen, die das Erdbeben- und Vibrationsschutzverhalten des Gebäudes optimieren und die Gitterstruktur der Fassadengliederung erzeugen. Dieser lineare „Gitterträger“ beherbergt Büros, den Konferenzraum, Besprechungsräume und eine Bibliothek. Rena Sakellaridou betreute das im Jahr 2008 fertiggestellte Projekt als verantwortliche Architektin in der Bürogemeinschaft mit Morpho Papanikolaou (SPARCH).

### Agemar HQ, Athen
Der Auftrag für den Hauptsitz des größten griechischen Schifffahrtskonzerns resultierte aus einem Architekturwettbewerb im Jahr 2012. Der Bauplatz liegt relativ nah zu der Uferpromenade und nur einen Block von der Hauptverkehrsader entfernt, die das Stadtzentrum von Athen mit dem Meer verbindet. In direkter Umgebung liegen Wohnblöcke für Menschen mit niedrigerem Einkommen. Es war ein enormes Raumprogramm von mehr als 30.000 qm unterzubringen. Sakellaridou löste die Aufgabe, indem sie mit der Form des Gebäudekomplexes die Horizontale über weiße Bänder in der Fassade betonte und eine fließende Architektur entwickelte. Sie teilte die Baumasse in zwei Gebäude auf. Das Hauptgebäude beherbergt Eingangsfoyer, Firmenmuseum, Bibliothek, fünf Geschosse mit Großraumbüros, die Chefetage und einen Dachgarten. Das zweite Gebäude verfügt über ein Amphitheater und ein Restaurant, Büros auf drei Etagen und einen weiteren Dachgarten. Vier Untergeschosse mit Firmenfitnessbereich, Schwimmbad sowie Schiffs-Simulatoren und mehreren Geschossen mit Tiefgaragen verbinden die oberen Gebäudehälften unterirdisch. Der maritime Bau wurde 2018 fertig gestellt und für den Preis der Europäischen Union für zeitgenössische Architektur (Mies-van-der-Rohe-Preis) nominiert.

## Veröffentlichungen (Auswahl)
- Searching for order: Synchronic and Diachronic Aspects (of a personal case), in: The Journal of Space Syntax, Volume 2, Issue 2, 2011, S. 154–179.
- mit Morpho Papanikolaou: Mario Botta. Architectural Poetics, Thames and Hudson, London, 2001 (en); Rizzoli, 2000 (it). ISBN 978-0-500-28293-9
- mit Erieta Attali (Fotografie): Sea Voyage, Hatje Cantz, Berlin, 2019. ISBN 978-3-7757-4635-9